# Carlo Francesco Maria Caselli
Pour les articles homonymes, voir Caselli.
Carlo Francesco Maria Caselli, francisé en Charles François Marie Caselli, comte, né à Alexandrie (Italie) le 20 octobre 1740, mort le 19 avril 1828 à Parme, est un religieux italien, qui fut cardinal et archevêque de Parme.

## Biographie
Il naît à Alexandrie (Italie) le 20 octobre 1740. Il entre chez les Servites de Marie, et devient procureur-général de son ordre et consulteur de la congrégation des rites. On l'emploie dans plusieurs négociations importantes, notamment dans celle du concordat, qu'il revêt de sa signature.
Le pape le nomme archevêque coadjuteur de Parme avec le titre d'évêque in partibus de Sidé (de) le 22 février 1802. Il est consacré le 4 avril 1802, et élevé au rang de cardinal sous le titre de Saint-Manuel le 9 août de la même année. Il avait en fait été créé cardinal in pectore le 23 février 1801.
Il devient archevêque titulaire de Parme le 28 mai 1804. Il accompagne Pie VII lors de son voyage à Paris.
Le 21 septembre 1808, il est nommé député au Corps législatif pour le département nouvellement créé du Taro, dans l'attente d'élection dans les formes.
Il est nommé membre du Sénat conservateur par Napoléon le 18 mars 1809, et est fait comte de l'Empire.
Il assiste au mariage de Bonaparte en 1810, et siège au concile de Paris (1811).
Retenu en France jusqu'en 1814, il retourne dans son diocèse et se trouve sujet de Marie-Louise, qui le nomme conseiller intime et membre de l'Ordre de Saint-Georges. Caselli prend part au conclave de 1823.
Il meurt le 19 avril 1828 à Parme.

## Titres
- Comte Caselli et de l'Empire (lettres patentes de 3 mars 1809, Ebersdorf[2]) ;

## Armoiries
| Figure | Blasonnement |
|        | Armes du comte Caselli et de l'Empire Parti : au premier d'azur à un M gothique d'or entrelacé d'un S du même et surmonté de sept lys d'argent ; au deuxième coupé, au premier d'azur à la maison d'or, ouverte et ajourée de sable ; au second d'argent au rateau de gueules : franc-quartier des comtes sénateurs., - Livrées : les couleurs de l'écu. |

## Sources
- F.X. De Feller, Dictionnaire historique ou Biographie universelle, Paris, 1836. sur Google books